# Metalocen
Metalocen je jedinjenje koje se tipično sastoji od dva ciklopentadienil anjona (Cp, ili C
5H−
5) vezana za metalni centar (M) u oksidacionom stanju II, sa opštom formulom (C5H5)2M. Blisko srodni metalocenima su metalocenski derivati, e.g. titanocen dihlorid, vanadocen dihlorid. Pojedini metaloceni i njihovi derivati ispoljavaju katalitička svojstva, mada se metaloceni retko koriste u industriji. Katjonska grupa četiri derivata metalocena srodna sa [Cp2ZrCH3]+ katalizuje olefinsku polimerizaciju. Metaloceni su podgrupa šire klase organometalnih jedinjenja zvanih sendvična jedinjenja.
U strukturi prikazanoj na desnoj strani, dva pentagona su ciklopentadienilni anjoni, pri čemu krugovi označavaju da su oni aromatično stabilizovani. Ovde su prikazani u stepeničastoj konformaciji.

## Istorija
Prvi klasifikovani metalocen je bio ferocen. Ovo jedinjenje su simultano otkirili Keli i Pauson, i Milera et al 1951. godine. Keli i Pauson su pokušali da sintetišu fulvalen putem oksidacije ciklopentadienilne soli sa anhidriranim FeCl3 ali su umesto toga proizveli supstancju C10H10Fe Istovremeno su Miler et al objavili isti produkat iz reakcije ciklopentadiena sa gvožđem u prisustvu aluminijumskih, kalijumskih, ili molibdenskih oksida. Strukturu "C10H10Fe" su odredili Vilkinson et al. i Fišer et al. Oni su nagrađeni Nobelovom nagradom za hemiju 1973. godine za njihov rad na sendvičnim jedinjenjima, uključujući strukturnu determinaciju ferocena. Oni su utvrdili da atomi ugljenika ciklopentadienilnog (Cp) liganda u jednakoj meri doprinose vezivanju i da do vezivanja dolazi između metalnih d-orbitala i π-elektrona p-orbitala Cp liganda. Taj kompleks je poznat kao ferocen, a grupa prelaznih metala diciklopentadienilnih jedinjenja je poznata kao metaloceni i imaju opštu forumulu [(η5-C5H5)2M]. Fišer et al. su prvi pripremili ferocenske derivate sa Co i Ni. Postoje metaloceni mnogih elemenata. Oni su obično izvedeni iz supstituisanih derivata ciklopentadienida.

## Literatura
- Salzer, A. (1999). „Nomenclature of Organometallic Compounds of the Transition Elements”. Pure Appl. Chem. 71 (8): 1557—1585. doi:10.1351/pac199971081557. Архивирано из оригинала 16. 07. 2007. г. Приступљено 04. 11. 2016.
- Crabtree, Robert H. (2005). The Organometallic Chemistry of the Transition Metals (4th изд.). Wiley-Interscience.
- Miessler, Gary L.; Tarr, Donald A. (2004). Inorganic Chemistry. Upper Saddle River, NJ: Pearson Education. ISBN 0-13-035471-6.
- Cotton, F. A.; Wilkinson, G. (1988). Inorganic Chemistry (5th изд.). Wiley. стр. 626–7.
- Togni, A.; Halterman, R. L. (1998). Metallocenes. Wiley-VCH.